# Bornargiolestes nigra
Bornargiolestes nigra – gatunek ważki z rodziny Rhipidolestidae. Endemit Borneo; znany tylko z dwóch starych okazów, odłowionych na dwóch znacznie od siebie oddalonych stanowiskach w północnej i zachodniej części wyspy.